# Sección Femenina
La Sección Femenina (SF) fue la rama femenina del partido Falange Española de las JONS, y posteriormente de FET y de las JONS. La Sección Femenina fue constituida en Madrid en 1934, y llegó a funcionar durante cuarenta años, siendo disuelta tras la muerte de Francisco Franco y el consiguiente desmontaje del régimen dictatorial.
Fue dirigida desde su nacimiento hasta su liquidación por Pilar Primo de Rivera, hermana del fundador de Falange. Impregnada su jefa nacional de un ferviente catolicismo, la rama femenina de la Falange adoptaría las figuras de Isabel la Católica y santa Teresa de Jesús como modelos de conducta y símbolos de su acción. En su momento, la Sección Femenina llegó a tener un poder casi monopolístico al constituir el único órgano femenino de encuadramiento y acción que existía en la dictadura franquista.

## Historia

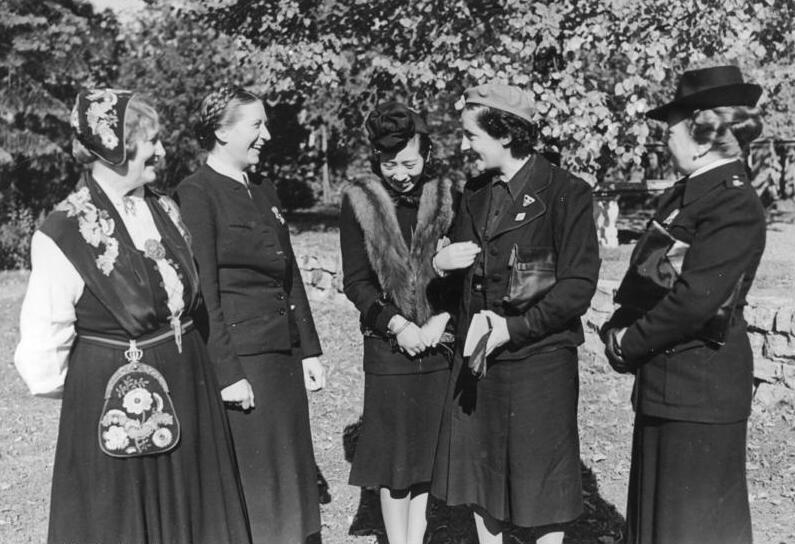
Pilar Primo de Rivera (segunda por la derecha), participando en una reunión en la Alemania nazi (1941).

La Sección Femenina fue organizada oficialmente el 12 de julio de 1934 como rama femenina del partido Falange Española de las JONS. La Falange había sido fundada un año antes por José Antonio Primo de Rivera, que situó a su hermana Pilar al frente de la organización. Durante la Segunda República española, las militantes de la Sección Femenina realizaron tareas de apoyo a la militancia masculina del partido, especialmente visitas a los presos de Falange y a sus familias, así como tareas de enlace entre los presos y la calle (mensajes, consignas, etc.). La organización tenía unas 2500 militantes hacia julio de 1936.

### Guerra civil

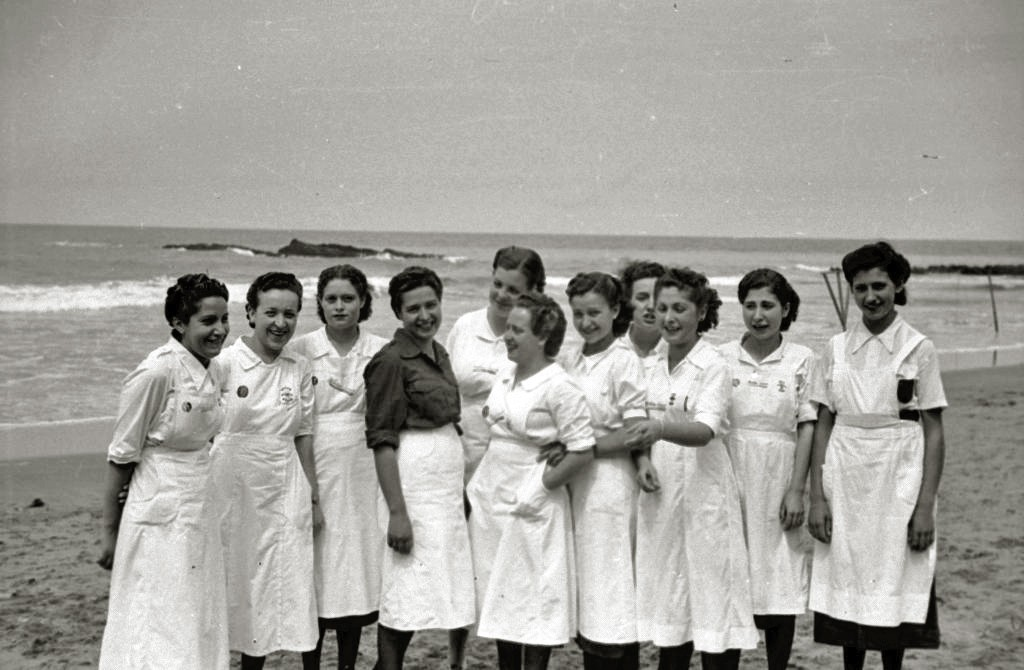
Voluntarias de la Sección Femenina en Zumaya, 1939.

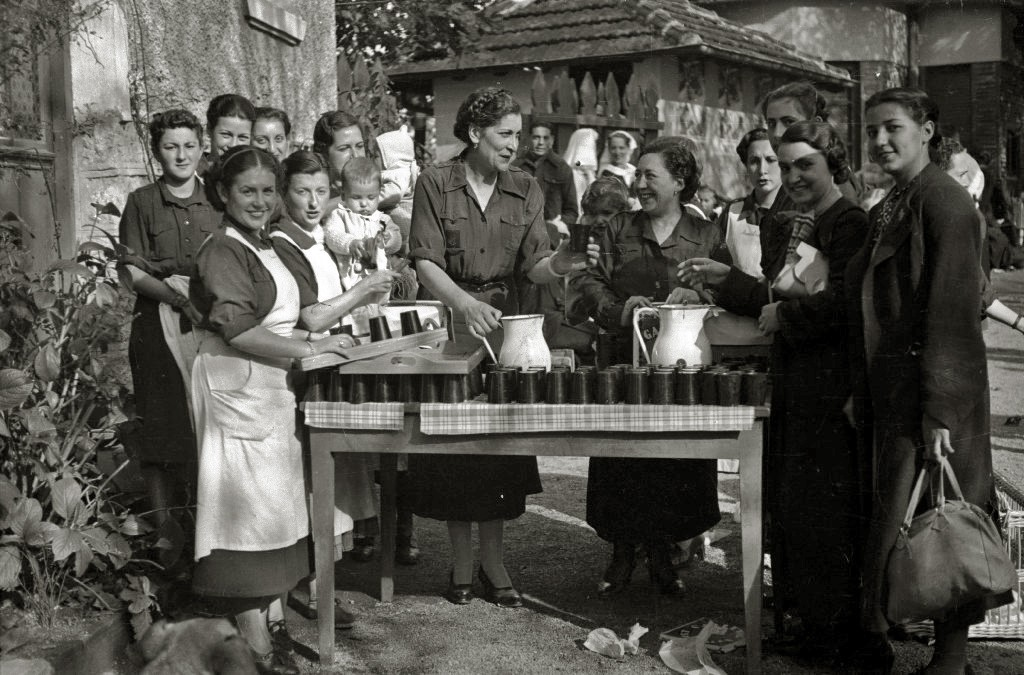
Reparto de comida por mujeres de la SF.

El estallido de la guerra civil supuso un importante cambio para la organización. Sus actividades aumentaron de forma considerable, pasando a desempeñar un gran número de servicios: por ejemplo, dedicándose a prestar apoyo a las familias de los caídos del bando sublevado en la lucha, además de sus tareas anteriores en la retaguardia republicana, y fueron progresivamente adquiriendo protagonismo en la retaguardia de las poblaciones conquistadas por los sublevados, organizando espontáneamente la asistencia básica a la población (ranchos de comida para los niños, ropa, sanidad, reparto de cartillas de racionamiento, etc.) —en competencia con el Auxilio de Invierno, creado para estas funciones por Mercedes Sanz Bachiller—. 
En enero de 1937 la SF celebró su primer Consejo Nacional, que empezó el día 6 y fue clausurado tres días después.
No obstante, en la zona sublevada existían otras agrupaciones femeninas además de la Falange, como las «margaritas» del movimiento carlista. La confirmación institucional le llegó a la Sección Femenina en 1937, tras el decreto de Unificación que estableció un partido único —falangistas y carlistas fueron unificados en FET y de las JONS— y la disolución de todos los demás movimientos políticos: la Sección femenina de Falange se convertía así en la única rama política de mujeres que existiría en la zona sublevada.
El decreto de unificación, sin embargo, no soterró los conflictos existentes entre las distintas facciones. Dentro de la Sección Femenina surgida tras la «unificación» existían tres corrientes que estaban en discordia entre sí: falangistas, jonsistas y carlistas. Las antiguas «margaritas» carlistas eran las que más resistencia mostraron a la integración, mientras que las camisas viejas constituían un auténtico ejército de reserva que, paradójicamente, disponían de menos poder que otros grupos dentro de la propia SF. Los servicios tanto en los hospitales de campaña como en los hospitales de retaguardia —el llamado servicio de «Frentes y Hospitales»— quedaron bajo control de las antiguas «margaritas», lo que provocó no pocos conflictos con otras militantes falangistas que se veían excluidas de ejercer servicios en este ámbito por parte de las «margaritas». A pesar de estos problemas, la Sección Femenina atravesó un importante crecimiento durante la contienda. Si unos meses después del comienzo de la guerra civil la SF ya tenía unas 60 000 militantes, en abril de 1938 el número había aumentado hasta unas 400 000; un año después, en abril de 1939 —coincidiendo con el final de la contienda—, la militancia había aumentado hasta alcanzar las alrededor de 900 000 miembros, lo que supuso su máximo histórico.
Hacia 1939 la SF había logrado establecer estrechos vínculos con la Alemania nazi y la Italia fascista; durante el periodo que duró la guerra varias delegaciones de la Sección Femenina realizaron tres viajes a Alemania y un viaje a Italia. A su vez, comitivas de las organizaciones femeninas nazis realizaron visitas de la España franquista. Reflejo de la cercanía con Alemania es el hecho de que dos jerarcas de la SF eran medio alemanas: Clara Stauffer y Carmen Werner Bolín.
Durante la contienda Primo de Rivera llegó a crear una oficina de Prensa y Propaganda de la Sección Femenina, a cargo de la simpatizante nazi Clara Stauffer.

### Régimen franquista
Tras el final de la Guerra civil, a finales de 1939 la estructura orgánica de la Sección Femenina fue reorganizada.
Pilar Primo de Rivera organizó la estructura interna de la Sección Femenina dividiéndola en varias secciones, que se extendían también a otros organismos de FET y de las JONS. De todas ellas, las principales eran: Hermandad de la Ciudad y el Campo, Servicio Exterior, sección femenina del Sindicato Español Universitario y la rama femenina dentro del Frente de Juventudes. No obstante, la labor del Auxilio Social supuso algún que otro enfrentamiento con la Iglesia Católica. En enero de 1945, tras algunos enfrentamientos, logró arrebatarle al Frente de Juventudes su rama femenina y que esta pasase a integrarse en la Sección Femenina como una sección juvenil.
La rama femenina de Falange dispuso de ramificaciones en el exterior. En la Alemania nazi, la líder de la Sección Femenina fue Celia Giménez, personaje destacado en los círculos españoles en Berlín durante la Segunda Guerra Mundial, que ejerció como enfermera en un hospital alemán y llegó a realizar labores propagandísticas.
Cuando se creó la División Azul 146 mujeres de la Sección Femenina viajaron como enfermeras en el recién creado Cuerpo de Damas Auxiliares de Sanidad Militar, bajo la dirección de Mercedes Milá Nolla.
Franco llegó a ceder un monumento nacional, el castillo de la Mota de Medina del Campo (Valladolid), como sede central de la Sección Femenina. En 1939, tras el final de la contienda, Franco prometió restaurar el castillo y donarlo a la Sección Femenina para que fuese usado como centro de formación. Tras varios años de obras, el 29 de mayo de 1942 se produjo el acto de inauguración. Por ser su sede central, este constituyó el edificio más emblemático de la Sección Femenina, aunque durante los siguientes cuarenta años la organización acumuló un gran patrimonio de bienes inmuebles, prácticamente en todas las provincias españolas. Otro edificio emblemático que fue empleado por la Sección Femenina fue el Castillo-Palacio de Magalia, en Ávila.
En los primeros años del franquismo se consolidó su papel institucional, al serles encomendado el Auxilio Social —heredero del anterior «Auxilio de Invierno»— y sobre todo, el control exclusivo de la formación femenina, centrada sobre todo en la instrucción de las jóvenes para ser buenas patriotas, buenas cristianas y buenas esposas. El papel secundario y de sometimiento de la mujer respecto al varón fue recalcado con el paso de los años, y quedó explicitado por Pilar Primo de Rivera en el V Consejo Nacional celebrado en Barcelona en 1941: «Las Secciones Femeninas respecto a sus jefes tienen que tener una actitud de obediencia y subordinación absoluta. Como es siempre el papel de la mujer en la vida, de sumisión al hombre».
Por decreto del 28 de diciembre de 1939, Franco también les entregó el control exclusivo del Servicio Social de la Mujer, émulo fascista del servicio militar masculino. Este decreto también confiaba la formación de las mujeres a la SF, estuviesen o no afiliadas a la organización: aquellas que estuviesen afiliadas a la Sección Femenina recibirían una formación específica y de carácter «profesional», mientras que las no afiliadas recibirían esta «formación» a través del Servicio Social. Unos años después de su instauración, en 1941, 282 224 mujeres cumplieron el Servicio Social realizando distintas labores bien en el Auxilio Social o bien en otros ámbitos —como hospitales, escuelas, orfanatos, comedores infantiles o bibliotecas—. En fechas posteriores llegaron a realizar este servicio hasta un 90% de las mujeres que estaban obligadas a realizarlo.

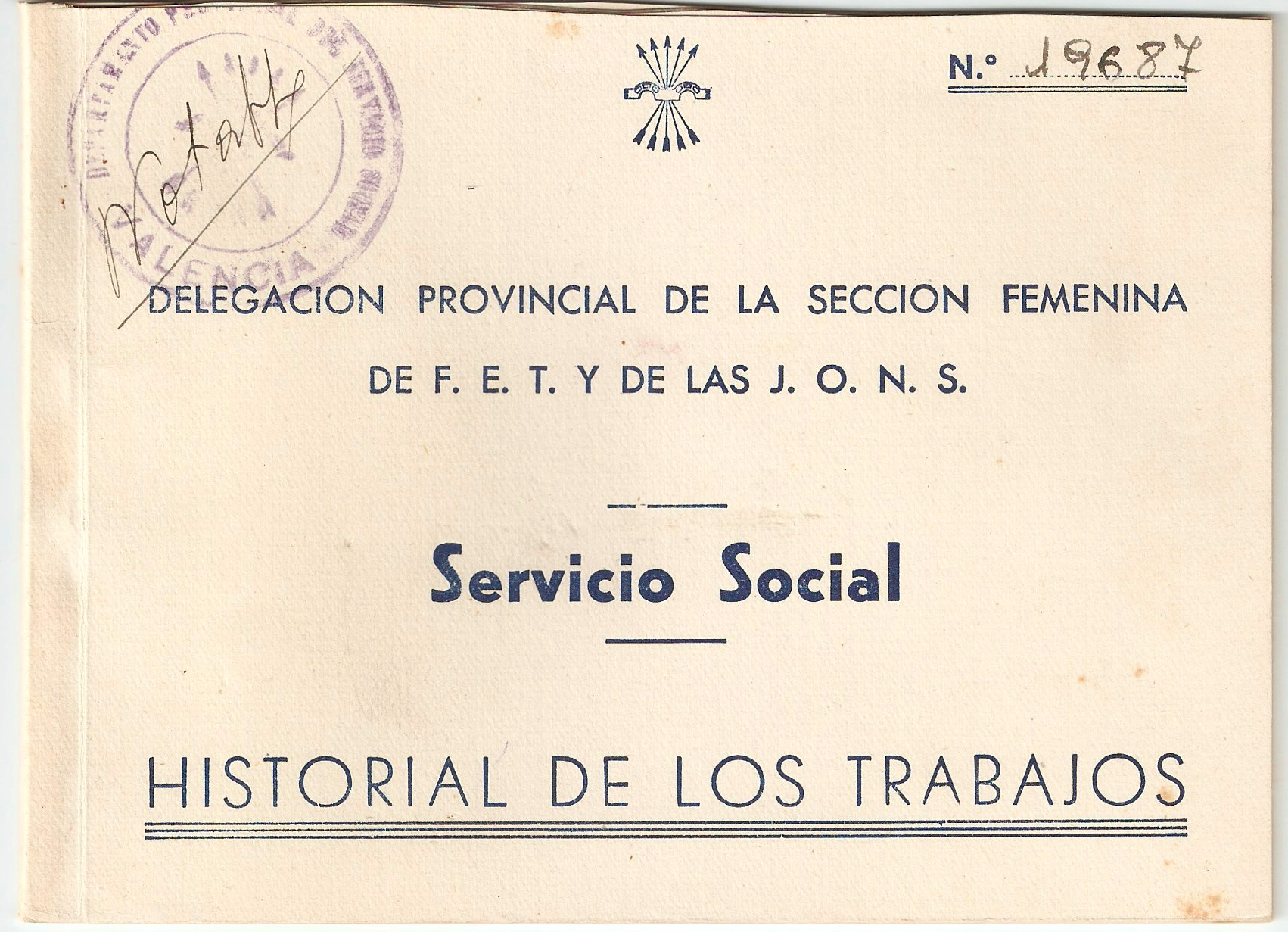
Documento que recogía el cumplimiento de los trabajos que constituían el Servicio Social de la Mujer.

En 1973, en pleno tardofraquismo, la Sección Femenina tenía unas 279 697 militantes.

### Desaparición
Tras la muerte de Franco y el comienzo de la llamada Transición, el organismo —inmerso en una profunda decadencia— encaró su etapa final. El 1 de abril de 1977 el Real Decreto Ley 23/1977 suprimió la Sección Femenina. Con posterioridad, el 4 de julio de 1977 el gobierno acordó la transferencia de algunos de los servicios de la SF a la recién creada Subsecretaría de Familia, Juventud y Deporte. La disolución de la organización matriz, SF, no implicó la desaparición de muchas de sus dependencias; este fue el caso de «Coros y Danzas de España», las Instructoras de Juventudes o los Círculos «Medina», que continuaron existiendo con posterioridad.
Durante el desmontaje de la dictadura franquista muchas de las mujeres vinculadas a la Sección Femenina —alrededor de 24 000— fueron recolocadas con puestos de trabajo en las bibliotecas públicas del Estado, incluso sin haber realizado cursos de reciclaje profesional. Sin embargo, a diferencia de lo ocurrido en otras administraciones del Estado, esta medida provocó numerosas protestas de los funcionarios del cuerpo de bibliotecarios.

## Organización
Tras la creación de FET y de las JONS en 1937, la Sección Femenina pasó a depender directamente de la Secretaría General del «Movimiento». Al frente del organismo se encontraba la Delegación Nacional, que era ostentada por Pilar Primo de Rivera. Dependiente de ella había varias secciones que ejercían distintas competencias:
- Regiduría Central de Educación Física
- Regiduría Central de Formación y Participación de la Juventud
- Regiduría Central de Divulgación Social y Sanitaria
- Regiduría Central de Prensa y Propaganda
- Regiduría Central de Cultura
- Regiduría Central de Servicio Social
- Regiduría Central de la Hermandadad de la Ciudad y del Campo
- Regiduría Central de Personal
- Regiduría Central de Administración

A través de sus regidurías la Sección Femenia tenía participación en todo aquel órgano estatal relacionado con las mujeres. Esta estructura se reproducía a niveles inferiores, a través de delegaciones provinciales y locales. La estructura de las regidurías también se reproducía a nivel provincial, dependiendo de las delegadas correspondientes.

## Publicaciones
A lo largo de su historia la Sección Femenina publicó y/o dispuso de una serie de publicaciones periódicas, siendo las más importantes las revistas Medina; Y. Revista para la mujer; Teresa. Revista para todas las mujeres; Escuela de Hogar; o Consigna. Revista de la Sección Femenina dedicada a la maestras.